# 우강초등학교 부장분교
우강초등학교 부장분교는 충청남도 당진시 우강면 부장리 213-477에 있었던 초등학교이다.

## 연혁
- 1963년 5월 31일 우강국민학교 부장분교장 설립인가
- 1964년 10월 1일 부장국민학교 분리
- 1984년 11월 23일 병설유치원 설립인가(1학급)
- 1994년 3월 1일 우강국민학교 부장분교
- 1996년 3월 1일 우강초등학교 부장분교
- 2003년 3월 1일 폐교